# Lucien Gisler
Pour les articles homonymes, voir Gisler.
Lucien Gisler, né à Tournai, le 14 juillet 1810 et mort dans la même ville le 11 mars 1843, est un peintre et un graveur belge connu pour ses peintures d'histoire, ses peintures religieuses, ses scènes de genre et ses portraits.

## Biographie

### Famille
Lucien (Lucien Joseph) Gisler, né à Tournai le 14 juillet 1810, est le fils de Louis Remy Joseph Gisler (1781), peintre en appartements, natif de Tournai, et d'Anne Marie Philippine Colette (1778-1859), née à Charleroi, mariés le 4 mai 1803 à Tournai. Lucien Gisler demeure célibataire. Ses frères aînés sont le lithographe et artiste peintre Louis Gisler (1804-1834) et Antoine Gisler (1808) peintre en équipages. Son cousin germain Edouard Gisler (1818-1882) est également artiste peintre.

### Formation
Lucien Gisler est initialement, à l'instar de son frère Louis, l'élève du peintre d'histoire Philippe-Auguste Hennequin, à l'Académie des beaux-arts de Tournai, puis étudiant à l’Académie royale des beaux-arts d'Anvers. Il complète, à partir de 1837, sa formation artistique à Paris, où il réside durant cinq années, notamment rue Montorgueil (1837), rue Louise-Émilie-de-La-Tour-d'Auvergne (1841) et Faubourg Saint-Germain (1842).

### Carrière
Lucien Gisler se fait d'abord connaître par ses lithographies : La Distribution des drapeaux à la garde civique de Tournai, La Plantation de l'arbre de la liberté (1831) ou encore La Porte de Lille.
Plus tard, il expose ses peintures à trois éditions du Salon de Paris et au Salon de Bruxelles de 1842.
Lucien Gisler, revient en Belgique au printemps 1842 et prépare l'exposition triennale de Bruxelles. Souffrant depuis longtemps d'une maladie de consomption, ses médecins lui recommandent le repos, mais il continue à peindre. La maladie progressant, il meurt, à l'âge de 32 ans, rue de Cologne no 10 à Tournai le 11 mars 1843, sans avoir pu achever sa grande composition intitulée La Communion de Saint Dominique qu'il destinait au Salon de Paris afin de compenser le succès mitigé de ses toiles exposées à Bruxelles,,.

## Œuvre

### Caractéristiques
Son champ pictural couvre essentiellement les peintures d'histoire, les peintures religieuses, les scènes de genre et les portraits. À Paris, de 1840 à 1842, il s'adonne à la lithographie. La plupart de ses œuvres sont restées en France.
En 1838, un mécène tournaisien, le baron Lefebvre, acquiert une œuvre que Lucien Gisler vient de réaliser : Sainte Marguerite rendant grâce au ciel d'avoir triomphé du dragon.
Au Salon de Bruxelles de 1842, Lucien Gisler expose Le Seigneur d'Agua, sujet tiré du roman Les Gueux des bois ou les Patriotes belges de 1566 d'Henri Moke. Le Journal de Bruxelles considère cette œuvre comme le début de l'artiste. On y remarque une certaine entente de la couleur, mais le dessin n'est pas d'une trop grande correction, la figure d'Adélaïde d'Agua encourt surtout ce reproche.

### Expositions

#### Belgique
- Exposition à l'Hôtel de ville de Tournai en 1842 : Portrait de chevalier, copie d'Antoine van Dyck, acquis par la ville pour son musée[3].
- Salon de Bruxelles de 1842 : Le Repos en Égypte et Le Seigneur d'Agua[9].
- Exposition de l'École supérieure des beaux-arts de Mons de 1981 : La Plantation de l'arbre de la Liberté (1831), lithographie conservée au Musée du folklore de Tournai[10].

#### France
- Salon de Paris de 1837 : Agar et Ismaël dans le désert[11].
- Salon de Paris de 1841 : Le Seigneur d'Agua[12].
- Salon de Paris de 1842 : Le Repos en Égypte[4].